# آسیاب بادی موسترت
آسیاب بادی موسترت (به آفریقایی: Mostert se Meul) و (انگلیسی: Mostert's Mill) یک آسیاب بادی تاریخی در موبری، کیپ تاون، آفریقای جنوبی است. این آسیاب بادی در سال ۱۷۹۶ ساخته شده و قدیمی‌ترین آسیاب بادی باقی مانده و تنها آسیاب در نوع خود در آفریقای جنوبی بود. در آتش‌سوزی ۱۸ آوریل ۲۰۲۱ این بنا به شدت آسیب دید.

## پیشینه
این آسیاب در حدود سال ۱۷۹۶ به عنوان یک کارخانه خصوصی در مزرعه «ولگلنگن»، متعلق به «گیزبرت ون رنن» ساخته شد و پس از مرگ ون رنن به نام داماد او، «سیبروند موسترت»، نامگذاری شد. این نخستین آسیاب خصوصی در کیپ تاون، در مستعمرهٔ کیپ بود. پیش از اشغال کیپ توسط انگلیس در جنگ مویزنبرگ در سال ۱۷۹۵، فقط آسیاب‌هایی که توسط کمپانی هند شرقی هلند کنترل می‌شدند مجاز به‌کار بودند. آسیاب موسترت در سال ۱۸۷۳ کار خود را متوقف کرده بود اما تا سال ۱۸۸۹ در مالکیت خانواده موسترت بود، سپس به «ویلکز» فروخته شد، که آن را در سال ۱۸۹۱ به «سیسیل روادس» فروخت. این آسیاب برای مدتی متروکه شد اما کارخانه آسیاب سازی هلندی، «کریستین برمر»، مرمت آن را بر عهده گرفت. کارخانهٔ احیا شده در تاریخ ۱ فوریه ۱۹۳۶ توسط لورنتز، وزیر مختار و نماینده فوق‌العاده در هلند افتتاح شد. در این مراسم نخست‌وزیر، ژنرال هرتزوگ حضور داشت و آرد برای مهمانان ساییده شد. 
در ۱۸ آوریل ۲۰۲۱، این آسیاب در جریان آتش‌سوزی که از کوه تیبل آغاز شده بود تخلیه شد و آسیب دید. این آتش‌سوزی چندین ساختمان دیگر از جمله یکی از کتابخانه‌های دانشگاه کیپ تاون را ویران کرد.

## توصیف
آسیاب موسترت آسیابی با برج سه طبقه بود. برج آن ۷٫۹۴ متر (۲۶ فوت ۱ اینچ) بلندی داشت که نمای بیرونی آن از سطح زمین ۶٫۶۸ متر (۲۱ فوت ۱۱ اینچ) بلند بود. برای ۲٫۲۸ متر اول از سنگ‌های مختلف و سپس از آجرهای پخته نشده در بالا استفاده شده‌است. ضخامت دیواره‌ها در سطح زمین ۱٫۱۵ متر (۳ فوت ۹ اینچ) و قطر داخلی آسیاب ۵٫۶۴ متر (۱۸ فوت ۶ اینچ) بوده‌است.